# Mihai Viteazul (filme)
Mihai Viteazul é um filme romeno de 1971, dos gêneros ação, biografia, drama, história e guerra, dirigido por Sergiu Nicolaescu.
Foi selecionado como representante da Romênia à edição do Oscar 1972, organizada pela Academia de Artes e Ciências Cinematográficas.

## Elenco
- Amza Pellea        ... Mihai Viteazul
- Ion Besoiu        ... Sigismund Báthory
- Olga Tudorache... mãe de Mihai Viteazul
- Irina Gardescu... Contessina Rossana Viventini
- György Kovács... Andrei Báthory
- Sergiu Nicolaescu... Selim Pasha
- Nicolae Secăreanu... Sinan Pasha
- Ilarion Ciobanu... Stroe Buzescu
- Aurel Rogalschi... Rudolf II
- Ioana Bulcă        ... Doamna Stanca
- Septimiu Sever... Radu Buzescu
- Florin Piersic... Preda Buzescu
- Klára Sebök... Maria Cristina de Graz
- Mircea Albulescu... Popa Stoica
- Emmerich Schäffer... Giorgio Basta